# Clas Engström
Clas Engström – szwedzki bokser, brązowy medalista Mistrzostw Europy z roku 1927. W walce o brązowy medal pokonał reprezentanta Francji Georgesa Gardeboisa.